# Giải Viện Hàn lâm Nhật Bản lần thứ 28
Giải Viện Hàn lâm Nhật Bản lần thứ 28 (第28回日本アカデミー賞 dai 28 kai nihon akademishou) là lễ trao giải lần thứ 28 của Giải Viện Hàn lâm Nhật Bản, giải thưởng được trao bởi Viện Hàn lâm Nhật Bản và Hiệp hội Sho để vinh danh những tác phẩm, sự cống hiến trong quá trình làm phim. Lễ trao giải được diễn ra vào ngày 18 tháng 2 năm 2005 tại Khách sạn Grand Prince New Takanawa tại Tokyo, Nhật Bản.

## Đề cử và đoạt giải

### Giải thưởng
| Phim điện ảnh xuất sắc của năm | Đạo diễn xuất sắc nhất của năm |
| --- | --- |
| - Han'ochi - Kakushi ken: Oni no tsume - Suwingu Gāruzu - Koi Suru Sokuratesu - Chi to Hone | - Sai Yoichi – Chi to Hone - Sasabe Kiyoshi – Han'ochi - Yaguchi Shinobu – Suwingu Gāruzu - Yamada Yoji – Kakushi ken: Oni no tsume - Yukisada Isao – Koi Suru Sokuratesu                                                          |
| Biên kịch xuất sắc nhất của năm | Giải thưởng Bình chọn |
| - Yaguchi Shinobu – Suwingu Gāruzu - Sai Yoichi và Chong Wishing – Chi to Hone - Tabe Toshiyuki và Sasabe Kiyoshi – Han'ochi - Mitani Kōki – Warai no Daigaku - Yamada Yoji và Asama Yoshitaka – Kakushi ken: Oni no tsume | - Suwingu Gāruzu (Hạng mục phim) - Nagasawa Masami – Sekai no Chūshin de, Ai o Sakebu (Hạng mục diễn viên) |
| Nam diễn viên chính xuất sắc nhất | Nữ diễn viên chính xuất sắc nhất |
| - Terao Akira – Han'ochi - Aikawa Show – Zeburāman - Osawa Takao – Gege - Nagase Masatoshi – Kakushi ken: Oni no tsume - Yakusho Kōji – Warai no Daigaku                                                                   | - Suzuki Kyōka – Chi to Hone - Takeuchi Yūko – Ima, Ai ni Yukimasu - Tokiwa Takako – Akai Tsuki - Fukada Kyoko – Shimotsuma Monogatari: Yankī-chan to Rorīta-chan - Matsu Takako – Kakushi ken: Oni no tsume                       |
| Nam diễn viên phụ xuất sắc nhất | Nữ diễn viên phụ xuất sắc nhất |
| - Odagiri Joe – Chi to Hone - Kagawa Teruyuki – Akai Tsuki - Shibata Kyōhei – Han'ochi - Moriyama Mirai – Sekai no Chūshin de, Ai o Sakebu - Yoshioka Hidetaka – Kakushi ken: Oni no tsume                                 | - Nagasawa Masami – Sekai no Chūshin de, Ai o Sakebu - Kiki Kirin – Han'ochi - Tabata Tomoko – Chi to Hone - Tsuchiya Anna – Shimotsuma Monogatari: Yankī-chan to Rorīta-chan - You – Dare mo Shiranai                             |
| Âm nhạc xuất sắc nhất | Quay phim xuất sắc nhất |
| - Yoshino Mickie và Kishimoto Hiroshi – Suwingu Gāruzu - Iwashiro Taro – Chi to Hone - Terashima Tamiya – Han'ochi - Tomita Isao – Kakushi ken: Oni no tsume - Meina Co. – Sekai no Chūshin de, Ai o Sakebu                | - Shinoda Noboru – Sekai no Chūshin de, Ai o Sakebu - Kimura Daisaku – Akai Tsuki - Naganuma Mutsuo – Kakushi ken: Oni no tsume - Naganuma Mutsuo – Han'ochi - Hamada Takeshi – Chi to Hone                                        |
| Đạo diễn ánh sáng xuất sắc nhất | Chỉ đạo nghệ thuật xuất sắc nhất |
| - Nakamura Yūki – Sekai no Chūshin de, Ai o Sakebu - Watanabe Mitsuo – Akai Tsuki - Nakaoka Gengon – Kakushi ken: Oni no tsume - Yoshikado Sōsuke – Han'ochi - Takaya Hitoshi – Chi to Hone                                | - Degawa Mitsuo và Nishioka Yoshinobu – Kakushi ken: Oni no tsume - Isomi Toshihiro – Chi to Hone - Fukuzawa Katsuhiro – Akai Tsuki - Yamaguchi Shū – Sekai no Chūshin de, Ai o Sakebu - Yamazaki Hidemitsu – Han'ochi             |
| Thu âm xuất sắc nhất | Biên tập xuất sắc nhất |
| - Koori Hiromichi – Suwingu Gāruzu - Itō Hironori – Sekai no Chūshin de, Ai o Sakebu - Kishida Kazumi – Kakushi ken: Oni no tsume - Takano Yasuo – Han'ochi - Take Susumu và Onodera Osamu – Chi to Hone                   | - Miyajima Ryūji – Suwingu Gāruzu - Ishii Iwao – Kakushi ken: Oni no tsume - Imai Tsuyoshi – Sekai no Chūshin de, Ai o Sakebu - Oohata Hideaki – Han'ochi - Okuhara Yoshiyuki – Chi to Hone                                        |
| Phim nước ngoài xuất sắc nhất | Diễn viên triển vọng của năm |
| - Võ sĩ đạo cuối cùng - Seabiscuit - Người hùng thành Troy - Mystic River - Chúa tể những chiếc nhẫn: Sự trở lại của nhà vua                                                                                               | - Hiraoka Yūta – Suwingu Gāruzu - Moriyama Mirai – Sekai no Chūshin de, Ai o Sakebu - Ito Misaki – Umineko - Ueno Juri – Suwingu Gāruzu - Tsuchiya Anna – Shimotsuma Monogatari: Yankī-chan to Rorīta-chan - Hitoto Yo – Kōhī Jikō |
| Giải thưởng Đặc biệt từ Hiệp hội | Giải thưởng Thành tích từ Chủ tịch Hiệp hội |
| - Ijichi Kei (Nhà sản xuất) - Saitō Masatoshi cùng với các cộng sự (Hiệu ứng âm thanh) - Godzilla | - Đội ngũ sản xuất Sekai no Chūshin de, Ai o Sakebu |
| Giải thưởng Đặc biệt từ Chủ tịch Hiệp hội | |
| - Mihashi Tatsuya (Diễn viên) | |